# Maquis du Haut-du-Bois
Le maquis du Haut-du-Bois ou maquis d'Éloyes, dont l'élément primitif est né du refus du Service du travail obligatoire (S.T.O.), s'est constitué en unité de combat au sein des Forces françaises de l'intérieur des Maquis des Vosges. À ce titre, il a payé un lourd tribut en vue de la libération du secteur de la région d'Éloyes. La distribution régulière de tracts et journaux appelant à la résistance confortaient les actions armées des maquisards.

## La création du maquis d'Éloyes
Le 24 juillet 1944, après une mission, deux membres des FFI, Maurice Hocquaux et un adjudant, sont arrêtés par des policiers français. Grâce à de nombreux appuis, leur libération est obtenue.
Le groupe se structure et atteint la trentaine, par adjonction de résistants des villages voisins. Le maquis d'Éloyes se crée au Haut-du-Bois, sur le territoire de la commune de Xamontarupt, au sein du 2e groupement des Vosges. Son premier chef est le lieutenant Romman, un ancien gendarme. Le terrain de parachutage de l'Aclimont est homologué par Londres sous le nom de code de Roitelet.
Un camp de toile constitué de tentes et de parachutes permet le logement des hommes. Le ravitaillement provient de prélèvements chez les collaborateurs, ou présumés comme tels. Un boulanger d'Éloyes fournit le pain, tandis que le moulin Hocquaux approvisionne en pâtes, ce qui permet des réserves en nourriture suffisantes dans l'ensemble.
Des sentinelles assurent la défense rapprochée, cependant la protection à distance est jugée insuffisante. Le nombre important d'allées et venues, y compris avec les véhicules, nuisent à la discrétion du dispositif, et la discipline générale manque de rigueur.
Les missions se poursuivent. Un premier accrochage a lieu à la Croix Bouquot, non loin du maquis entre une patrouille F.F.I. et un petit détachement allemand dont les membres sont en repos à Éloyes. Le responsable donne l'ordre de décrocher car l'armement est encore trop peu important.

### Parachutages d'armes aux maquisards
Le premier parachutage a lieu à Arches le 2 août 1944. Le code est « le chêne » et le message personnel est « Le coq mange des noisettes » ; il s'agit d'armement pour Épinal. Le 26 août 1944, les maquisards du Haut-du-Bois reçoivent pour leur part le premier parachutage constitué de containers renfermant des grenades, des fusils mitrailleurs, des pistolets mitrailleurs ainsi que des fusils avec les munitions correspondantes. Le message personnel de cet envoi est « Le Soleil a rendez-vous avec la Lune ». Trois feux en triangle et un feu par à-coup, côté droit, constituent le signal de déclenchement du parachutage.
Le 28 août 1944, des membres du maquis (une trentaine), conduits par l'adjudant Munch, tendent une embuscade peu avant la cascade de Tendon. Leur but est de délivrer des prisonniers en cours de transfert vers l'Allemagne. Après quelques coups de feu, les F.F.I. sont contraints de décrocher en raison de la supériorité numérique des Allemands.
Il n'y avait des livraisons d'armement qu'à l'endroit où des Jedburgh étaient parachutés. Ces derniers Jeds sont des groupes de trois hommes : un officier de liaison britannique, un officier français et un sous-officier anglais chargé des liaisons radio. Parachutés à partir de la mi-août 1944, ils ont pour mission d'appuyer, voire de coordonner et d'animer l'action F.F.I. C'est ainsi qu'une mission franco-britannique composée du major britannique Oliver Brown, du capitaine français René Karrière et du sergent-radio anglais Schmich, est parachutée près de Rambervillers. Hubert Hocquaux part les chercher à pied et les guide à travers bois, afin de les installer clandestinement au moulin de son cousin Marcel Hocquaux, le 31 août 1944 au soir.
Depuis le P.C. installé clandestinement au moulin de Marcel Hocquaux, le 31 août 1944 au soir, le capitaine René Karrière, représentant français de la mission franco-britannique, prend immédiatement contact avec les libérateurs. Il poursuit ainsi ses activités de coordination des actions F.F.I. et de liaison avec les Américains. Le major Oliver Brown, chef de la mission, en fait autant, à partir de la ferme où il se dissimule depuis quelques jours. Le troisième membre de l'équipe, le sergent-radio anglais Schmit, est déjà avec les Américains, chez Gustave Mathieu au Chaud Côté. Dans les moments de l'attaque du maquis du Haut-du-Bois, il avait rejoint ce lieu afin de poursuivre, avec plus de sécurité, ses missions de contact-radio avec Londres. Alors qu'il était dissimulé dans le grenier de la maison, des Allemands ignorant sa présence sont entrés dans la ferme afin d'y déposer leur matériel. Au mépris du danger, la famille Mathieu se charge de le faire fuir en discrétion dans la forêt, tout en continuant à pourvoir à son alimentation.
Les résistants agissant depuis leurs différents repaires : le moulin Hocquaux, chez M. Idoux (café du Cinéma) et chez M. Pierrat (le ferblantier), se mettent immédiatement à la disposition des libérateurs afin de leur servir de guides.
Dans la nuit du 8 au 9 septembre 1944, un deuxième parachutage, avec les mêmes codes et messages personnels que lors du premier, apporte 150 grenades, 11 pistolets mitrailleurs STEN, 9 fusils, 250 pansements individuels et quelques effets d'habillement. Mais cela ne suffit pas pour armer tous les F.F.I. En effet, de plus en plus de réfractaires au Service du Travail Obligatoire (S.T.O.) arrivent, provenant d'Éloyes et des communes voisines. Certains sont en unités constituées et armées, tels que le groupe de Golbey et la trentaine du Val-d'Ajol. Les effectifs atteignent plus de 300 hommes. Le nouveau chef du maquis, Henri Perrin d'Épinal dit Achille décide de renvoyer chez eux un certain nombre d'entre eux, non détenteurs d'armement.

### Attaque du maquis
Les maquisards savent que l'attaque du camp est imminente, car des renseignements leur parviennent sur les mouvements de troupes allemandes en cours. Pourtant, le samedi 9 septembre 1944 au matin, le chef du maquis, Achille, quitte le camp pour aller prendre contact à Éloyes avec le major Brown, chef de la mission franco-britannique. À son arrivée dans le village, il est arrêté par une patrouille allemande, interrogé et détenu dans le bâtiment de l'ancienne poste, près de l'hospice. Il est libéré le soir même. Le lieutenant Romann, chef de la première Centaine, est également absent du maquis puisqu'il a quitté le camp auparavant avec un groupe manifestement surarmé.
Des résistants, « une centaine environ », qui viennent de recevoir un deuxième parachutage d'armes légères, sont présents dans le maquis. En l'absence de son chef, le lieutenant Girod en a pris le commandement. Afin d'assurer une défense efficace, il fait placer un fusil-mitrailleur dans la direction nord du camp, un autre en haut du ravin du ruisseau du Ruxelier, permettant en même temps de contrôler le chemin menant vers Cheniménil et Jarménil. Un troisième est embusqué à la source du Ruxelier.
De semblables dispositions sont prises en direction d'Éloyes par le lieutenant Scheider, et vers l'est par le lieutenant Gaillot. Pendant ce temps, le sous-lieutenant Villemin et l'adjudant Pierson assurent l'évacuation en bon ordre vers Purifaing du reste des maquisards non armés. Vers 11 heures, Mme Alexandre née Hocquaux, de Jarménil, se rend au maquis pour prévenir que les ennemis arrivent. En effet, un bataillon allemand encadré par des S.S. se déploie depuis l'aube à Éloyes, Cheniménil et Jarménil. Avec des camions et deux chenillettes de transport de troupe, il investit le plateau du Haut-du-Bois à partir des deux derniers villages cités.
L'attaque débute à la mi-journée dans le ravin du Ruxelier que les Allemands abordent en rampant sur chaque flanc. Le combat est violent, mais il se révèle rapidement inégal. Pourtant, une chenillette d'accompagnement ennemie est détruite. Le lieutenant Girod se porte en avant de la défense. Il est blessé par une balle à l'omoplate, deux balles dans le mollet et un éclat de grenade à la cuisse droite. Ses camarades l'évacuent. Il sera soigné ultérieurement à l'hôpital de Remiremont.

Devant la pression allemande de plus en plus forte et les pertes subies, tués et blessés, les maquisards sont obligés de décrocher, non sans avoir incendié le dépôt de munitions. L'ordre de repli donné par l'adjudant Munch sauve la vie de beaucoup de F.F.I., lesquels parviennent à s'échapper, avec une vingtaine de blessés, vers le massif du Fossard, en s'infiltrant au travers du verrou allemand, installé sur le chemin menant au moulin Hocquaux à la Bisoire.

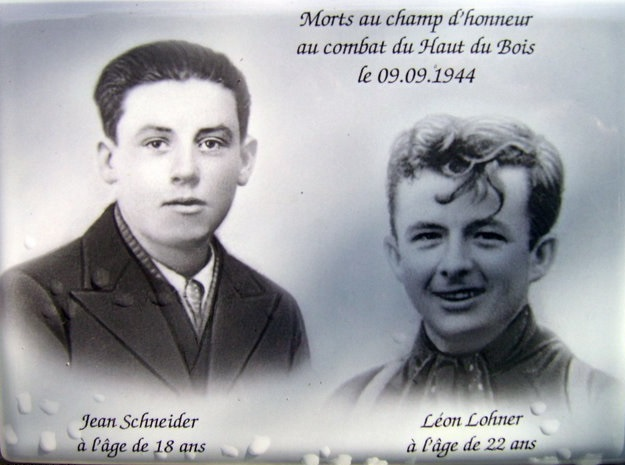
Jean Schneider et Léon Lohner

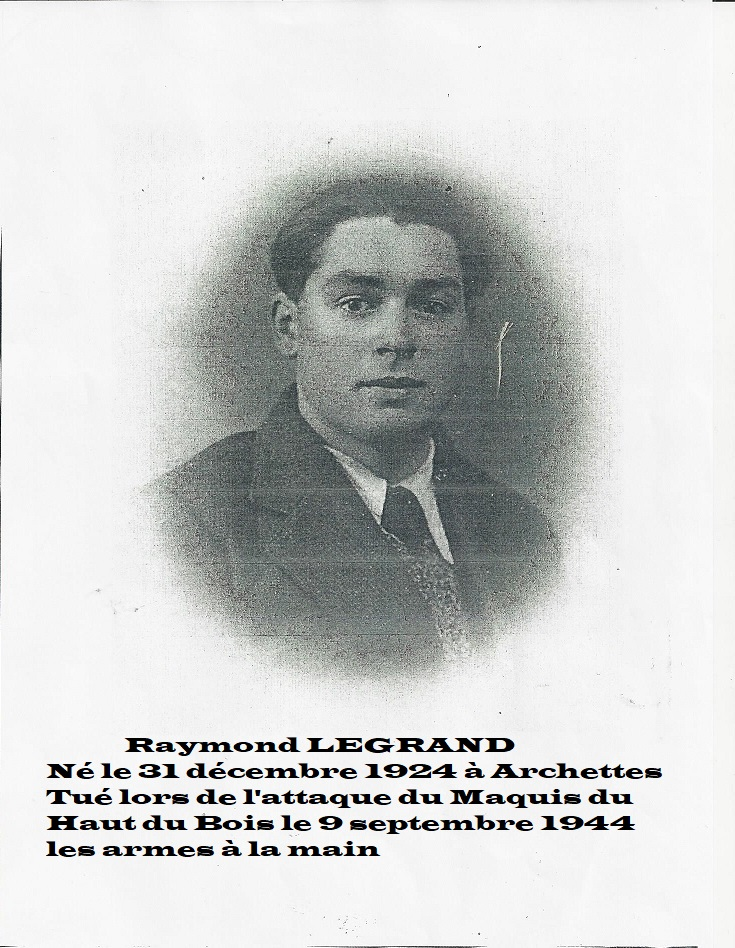
Raymond Legrand

Ils laissent sur place 10 tués, à savoir : Marcel Bolmont, Émile Deschaseaux (Le Val-D'ajol), Paul Dufour (Éloyes), André Lacuve (Archettes), Raymond Legrand (Archettes), César Remy, Alphonse Rost, Marcel Valentin (Archettes), Christian Lohner (Remiremont) et Jean Schneider (Arches). Dans les mêmes moments, le père de Paul Dufour, Louis Dufour, est fusillé à Jarménil. Sont également fusillés à Cheniménil Jean David (20 ans), Albert Delaitre (27 ans) et Joseph Ulrich (32 ans).
Dans l'après-midi, des avions alliés, prévenus par le radio anglais du groupe de liaison franco-britannique, arrivent de la base de Saint-Dizier. En deux passages au ras des arbres dans le sens Éloyes-Jarménil, ils mitraillent les troupes allemandes, lesquelles subissent de lourdes pertes, qui s'élèvent, « paraît-il », à une centaine de morts et environ deux cents blessés.
Après l'attaque, une trentaine de maquisards restent ensemble en unité constituée et continuent leur action. Une partie de ce groupe tombe à Ménafaing. D'autres attendront les Américains sur les rives de la Moselle ou vers Dounoux et Xertigny. Beaucoup de maquisards du Haut-du-Bois poursuivront la lutte dans l'armée française jusqu'à la victoire.
Le samedi 23 septembre 1944, Éloyes est définitivement libéré par le 143e régiment d'infanterie US, commandé par le colonel Paul D. Adams.

### L'embuscade
Le 25 septembre 1944 à la mi-journée, le 143e régiment d'infanterie US, dont des unités se trouvent en difficulté du côté de Ménafaing, sollicite de l'aide pour tenter de contenir une contre-attaque allemande. À la suite d'un malentendu, un officier du 143e R.I. présent à Éloyes demande alors à un sous-officier du maquis un renfort en F.F.I. Il s'agit d'aller boucher un trou dans le dispositif du Fossard avec tout le personnel disponible, évalué à 20 hommes. Un groupe se forme aussitôt, composé de résistants peu entraînés et mal armés. Un camion G.M.C. les transporte, par la rue des Chênes et la Suche, vers le massif du Fossard. Ces hommes débarquent du véhicule au Chaud Côté devant la ferme appartenant à Gustave Mathieu. Quelques-uns demandent au fils de la maison, Georges (22 ans), de se joindre à eux. Celui-ci, rentrant d'une longue mission de guidage des Américains vers Tendon, décline la proposition car il souhaite prendre son repas auparavant.
Sans l'attendre, les combattants poursuivent la mission. Leur marche à travers la forêt s'effectue sans difficulté. À un certain moment, le groupe se sépare en deux. Une équipe continue par le bois, le long du ruisseau, tandis que l'autre progresse plus rapidement. Pour elle, le chemin est désormais à découvert, dans le long pré en pente qui mène à la ferme de M. Perrin de Ménafaing. Les servants d'une mitrailleuse allemande ont alors tout le loisir de les observer dans leur approche. Ces derniers sont de nouveau présents dans le secteur après le repli partiel et temporaire d'une unité américaine. Ils occupent cette ferme dans la cave de laquelle se trouve la famille Perrin, composée de la mère Louise et des enfants dont Jean-Marie (10 ans). Une voisine Mme Ancel née Thomas est avec eux. Lucien Perrin est quant à lui dans la ferme de M. Mathieu du Chaud Côté.
Sans méfiance, les résistants dépassent la ferme. Au moment où le groupe va atteindre la lisière du bois par un chemin creux, et être de nouveau à couvert, des salves de mitrailleuses le fauche presque à bout portant. Certains hommes sont morts sur le coup, d'autres sont blessés et achevés ensuite par un coup de pistolet dans la nuque. Un seul des combattants, Jules Hingray, bien que touché, échappe à la tuerie en se cachant derrière un rocher et en simulant la mort. Il reste plus de vingt quatre heures sans soin.
Apprenant que la patrouille est en difficulté, les Américains exécutent un tir de barrage permettant le décrochage, mais il ne permet pas d'emporter les blessés et les morts. Un obus incendie le hangar de la ferme. L'autre équipe réussit à se mettre à l'abri des tirs meurtriers ennemis. Malheureusement il est trop tard, car sept F.F.I. restent à terre. Il s'agit de Maurice Nurdin, Robert Bichotte (d'Arches), Raymond Varoy (de Pouxeux), André Bosselmeyer, Louis Trinquart, Robert Cipollini et Ernest Pierre (d'Éloyes). L'une des victimes, le F.F.I. Robert Cipollini, âgé de 34 ans, était l'oncle du colonel Pierre Aiguier Cipollini.
Les Allemands passent la nuit dans la ferme et l'évacuent dans la matinée suivante. Le 26 septembre en fin d'après-midi, l'accalmie revenue, les personnes civiles présentes entendent les appels du blessé M. Hingray, atteint aux jambes. On le transporte près de l'habitation dans une brouette. Le chef de famille revenu à son domicile le conduit ensuite dans une voiture à bœufs vers la ferme de M. Mathieu au Chaud Côté, où il reçoit les soins de la part d'un médecin-major américain, avant son évacuation vers l'hôpital. Les responsables F.F.I. sont prévenus et Lucien Perrin de Ménafaing se charge de redescendre les corps ensanglantés à Éloyes, sous une pluie battante, avec sa voiture à planches, tirée par deux bœufs. La municipalité érige une chapelle ardente à la Mairie, où les sept victimes sont veillées par leurs camarades.
Dans la confusion qui règne à ce moment-là, ils sont mis en bière avec leur équipement et les munitions dans leur cartouchières.
Le jeudi 28 septembre 1944 à 10 heures, l'abbé Gerrard, curé d'Éloyes, célèbre un service funèbre dans l'église du village, devant une très importante assistance. Des membres de l'état-major américain et de nombreux F.F.I. sont présents, avec à leur tête René Matz (le commandant « Didier »), chef départemental des F.F.I. Le lieutenant Romann, premier chef du maquis d'Éloyes, prononce un vibrant éloge funèbre.
Le lendemain, le 29 septembre 1944, le lieutenant Romann, cité ci-dessus, se tue accidentellement à moto au Trou Vauthier, dans des circonstances mal élucidées.
Le lundi 2 octobre 1944, une cérémonie a lieu à l'église pour les victimes du maquis du Haut-du-Bois et les fusillés de Jarménil. Un détachement F.F.I. rend les honneurs. Des personnalités sont présentes comme M. Parisot, préfet des Vosges, le capitaine de gendarmerie Gonsard de Remiremont, le lieutenant Fleurot, représentant René Matz.
À propos des fusillés de Jarménil, l'épouse de M. Maurice Grosdemange (FFI du maquis du Haut-du-Bois natif d'Archettes) indique que 4 maquisards ont été tués le même jour. M. Grosdemange aurait nettoyé les visages de ses quatre camarades, il était alors âgé de 20 ans.

### Les actions de la résistance
Un réseau d'acheminement de tracts clandestins fut mis en place par Mlle Marie Joseph Blaise, demeurant à Saint-Étienne-lès-Remiremont, étudiante à la faculté de Nancy, qui a pris contact avec des résistants pour assurer la distribution de ces journaux à Saint-Étienne-lès-Remiremont.

« Au moment où la Gestapo et les brigades spéciales de Vichy traquent de plus en plus les patriotes, où chaque jour des camarades sont arrêtés, nous demandons à tous nos amis de faire un effort considérable pour que la résistance soit toujours plus forte. Diffusez les journaux clandestins et particulièrement "Lorraine", "Résistance", "Franc-tireur". Assurez-vous que ceux à qui vous les passez continuent la chaîne. Créez de nouveaux centres ouvriers et paysans. Mais ne vous arrêtez pas là ; ne croyez pas que passer un journal à un ami soit en soi un coup d'éclat. Ce n'est qu'un commencement. Entrez dans la résistance, faites du travail actif. Ne faites pas de la résistance en pantoufles, derrière un poste de radio. Vous pouvez être utiles : portez des paquets de journaux dans les centres campagnards, allez voir des amis qui veulent bien travailler avec vous, faites des liaisons. Luttez contre les déportations : aidez les réfractaires, ils ont besoin de faux papiers, de cartes de travail, de tickets d'alimentation, d'argent. Organisez des maquis, où en groupe ils prendront conscience de leur force et formeront les noyaux de l'Armée nouvelle. »

— Extrait du tract Lorraine, 2e année n°15, 23 novembre 1943
Les maquis des Vosges ont payé un lourd tribut contre les Allemands et leurs complices. Sept des victimes de la fusillade de Ménafaing, le 23 septembre 1944, sur la commune d'Éloyes, étaient également membres du maquis du Haut-du-Bois. Une commémoration est prévue chaque année, elle a eu lieu, en 2008, le dimanche 21 septembre.
Remiremont et Épinal sont libérés les 23 et 24 septembre, et Saint-Étienne-lès-Remiremont le 25 septembre 1944, par la VIIe Armée américaine.
Aucun texte à ce jour ne donne autant de détails de ce que fut le courage et l'engagement de nombreux jeunes à peine sortis de l'adolescence pour la majorité d'entre eux. Le récit du Maquis du Haut-du-Bois a été complété par le colonel Pierre Aiguier d'Éloyes, et résulte de la collecte d'informations auprès de témoins et d'acteurs de cette époque de documents publiés ou non. On trouve un témoignage du Maquis du Haut-du-Bois sur une carte commémorative de la banque numérique d’images de Lorraine qui illustre les évènements tragiques du 9 septembre 1944. Les derniers membres vivants du maquis ont également permis de dresser une liste indicative des maquisards.
Le témoignage d’Étienne Pierrat (maire honoraire), qui avait alors 19 ans, a été relaté dans le quotidien La Liberté de l'Est, le 8 septembre 1995. Il contribue à mieux comprendre les conditions dans lesquelles l’encerclement des maquisards par les nazis s’est déroulé. Si une grande partie des résistants a pu de justesse échapper à l'attaque allemande, c’est grâce au sacrifice de plusieurs d’entre eux qui sont restés sur leur position pour faire face aux assaillants et permettre à leurs camarades de se disperser vers Hauts de Tendon.
Niché en contrebas d'une partie boisée dense, Xamontarupt a vécu l'attaque par les Allemands du maquis du Haut-du-Bois qui recensait 250 à 300 hommes, partisans réunis d'un peu partout mais aussi des soldats de diverses nationalités comme des hindous.
Pour mener cette action sur les hauts, l'ennemi bénéficiait de renseignements très précis puisque, fournis par l'un des leurs, prisonnier des maquisards, un prisonnier qui avait réussi à s'évader quelques jours auparavant. Le samedi 9 septembre 1944, des forces rassemblées à la hâte convergent depuis Epinal, Jarménil, Cheniménil. Le Haut-du-Bois est encerclé et la bataille s'engage. Une trouée sur les hauts de Tendon permettra à un grand nombre de maquisards de s'évanouir dans la nature. Une poignée cependant restera pour faire face aux Allemands.
Il est tentant de dire que les pertes s'élèvent "seulement" à 10 hommes.
La ferme du Haut-du-Bois échappe à la destruction rageuse des assaillants qui sont mis en fuite par deux avions appelés à la rescousse par un officier anglais. Les Allemands ne reviendront jamais au Haut-du-Bois, pour eux la défaite est proche. Livrés à eux-mêmes, ils se ravitaillent chez les villageois, bétail, récoltes, matériel, tout est bon.
À Xamontarupt, cependant, ce n'est pas terminé, bien au contraire, depuis le 9 septembre les obus tombent sans relâche. Les habitants vivent dans les caves, trois femmes meurent successivement d'angoisse. Enfin les Américains arrivent depuis Docelles, le village est libéré le 25 septembre 1944. Une maison sera brûlée accidentellement au centre du village, plusieurs seront endommagées, côté américain aucune perte ne sera à déplorer.
Plus tard, au maquis du Haut-du-Bois, un milicien exécuté le 9 septembre sera retrouvé dévoré par les renards.

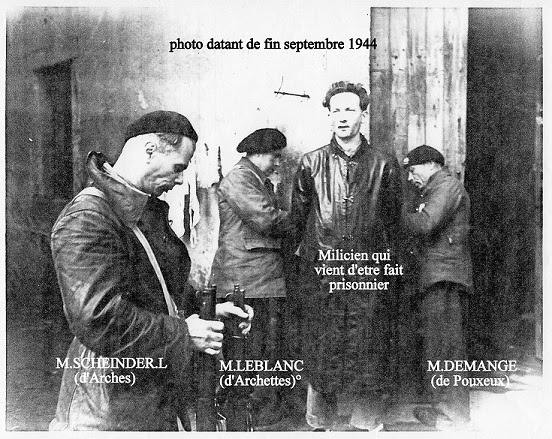
Milicien capturé et exécuté.

La libération de Remiremont, d'Éloyes et de Saint-Nabord est intervenue le même jour, le 23 septembre 1944 par la 36e division d'infanterie (États-Unis).
Le 25 septembre 1944, la libération de Saint-Étienne-lès-Remiremont n'a été effective qu'après la Fusillade de Ménafaing.
En mars 1945, une délégation américaine est accueillie à Saint-Étienne-lès-Remiremont.

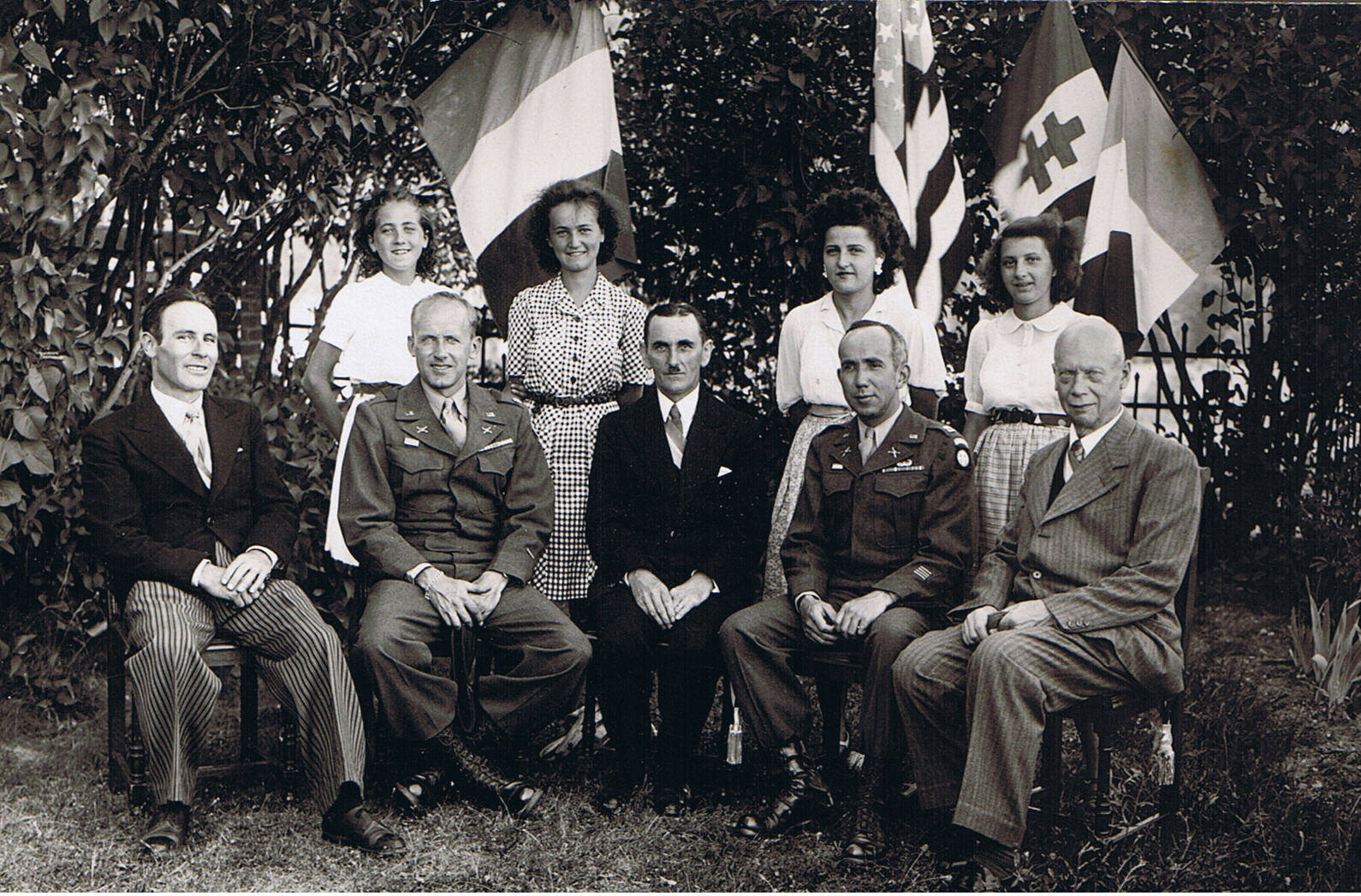
Mars 1945 Accueil des Américains :
- à partir de la gauche : Antoine Dinkel maire de la commune; Jhonson Américain; Auguste Broqué adjoint au mairie; Américain ?; Claude André adjoint au maire;
- En haut : Mlle Mourey; Mlle Annie Picard; Suzanne Broquet, ?.

## Réhabilitation du site du maquis du Haut-du-Bois (commune deXamontarupt)
La réhabilitation a été réalisée de juillet à août 2012 et inaugurée le 9 septembre de la même année. Elle est due à la volonté de l'adjudant (honoraire) Christian Rocchi, président de l'Amicale des anciens F.F.I et résistants du maquis du Haut-du-Bois (1er avril 2011 au 04 janvier 2020),.
L'amicale est en sommeil, mais n'a plus de président. Le dernier président Christian Rocchi, âgé de 84 ans en 2023, avait dit dès sa nomination le 1er avril 2011, qu'il quitterait sa fonction à 80 ans.
Aussi lors de l'assemblée extraordinaire, convoquée le 16 novembre 2019, aucun candidat n'a fait acte de candidature pour prendre sa succession.
La reprise de l'amicale est nécessaire pour honorer la mémoire des morts du maquis du Haut-du-Bois.

## Galerie
- Evolution du site du maquis en hommage aux F.F.I. Maquis du Haut-du-Bois.
- Témoignages sur l'attaque du 9 septembre 1944 par les troupes allemandes[15].

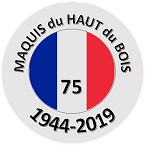
Badge du maquis du Haut-du-Bois, créé pour le 75e anniversaire de l'attaque du maquis.
- Vidéo du 75e anniversaire de l'attaque du 9 septembre 2019.